# Тузлівська сільська рада (Білгород-Дністровський район)
Тузлі́вська сільська́ ра́да — орган місцевого самоврядування Тузловської сільської громади Білгород-Дністровського району Одеської області.

## Склад ради
Рада складається з 16 депутатів та голови.
- Голова ради: Покровщук Людмила Володимирівна
- Секретар ради: Коткова Раїса Андріївна

### Керівний склад попередніх скликань
| Прізвище, ім'я, по батькові       | Основні відомості                                    | Дата обрання | Дата звільнення |
| --------------------------------- | ---------------------------------------------------- | ------------ | --------------- |
| Корнован-Мойсєєнко Лариса Юріївна | Сільський голова, 1980 року народження, освіта вища  | 05.11.2015   |                 |
| Корнован-Мойсєєнко Лариса Юріївна | Сільський голова, 1980 року народження, освіта вища, | 05.11.2015   |                 |

Примітка: таблиця складена за даними сайту Верховної Ради України

### Депутати
За результатами місцевих виборів 2010 року депутатами ради стали:

#### За суб'єктами висування
| Суб'єкт висування                         | Кількість обраних депутатів | %    |
| ----------------------------------------- | --------------------------- | ---- |
| Самовисування                             | 5                           | 31,3 |
| Партія промисловців і підприємців України | 4                           | 25   |
| Партія регіонів                           | 4                           | 25   |
| Соціалістична партія України              | 2                           | 12,5 |
| Політична партія «Сильна Україна»         | 1                           | 6,3  |

#### За округами
| № округу                                  | Прізвище, ім'я, по батькові     | Дата визнання обраним | Освіта             | Партійна приналежність                         | Відомості про обраного депутата                                |
| ----------------------------------------- | ------------------------------- | --------------------- | ------------------ | ---------------------------------------------- | -------------------------------------------------------------- |
| Партія промисловців і підприємців України |                                 |                       |                    |                                                |                                                                |
| 6                                         | Шпачинський Сергій Анатолійович | 03.11.2010            | вища               | член Партії промисловців і підприємців України | Тузлівський навчально-виховний комплекс, вчитель               |
| 7                                         | Удовиченко Оксана Федорівна     | 03.11.2010            | вища               | член Партії промисловців і підприємців України | Тузлівський навчально-виховний комплекс, вчитель               |
| 11                                        | Маліванова Олена Павлівна       | 03.11.2010            | середня спеціальна | член Партії промисловців і підприємців України | приватний підприємець, зав. магазином                          |
| 14                                        | Голікова Галина Анатоліївна     | 03.11.2010            | середня спеціальна | член Партії промисловців і підприємців України | приватний підприємець                                          |
| Партія регіонів                           |                                 |                       |                    |                                                |                                                                |
| 2                                         | Черненко Тетяна Юріївна         | 03.11.2010            | середня спеціальна | член Партії регіонів                           | Тузлівська сільська рада, бухгалтер                            |
| 3                                         | Бугаєнко Сергій Олександрович   | 03.11.2010            | середня спеціальна | член Партії регіонів                           | тимчасово не працює                                            |
| 5                                         | Катаркова Наталія Прокопівна    | 03.11.2010            | вища               | член Партії регіонів                           | Тузлівський навчально-виховний комплекс, вчитель               |
| 9                                         | Коткова Раїса Андріївна         | 03.11.2010            | вища               | член Партії регіонів                           | Тузлівська сільська рада, секретар                             |
| Політична партія «Сильна Україна»         |                                 |                       |                    |                                                |                                                                |
| 8                                         | Трубникова Ольга Олександрівна  | 03.11.2010            | середня спеціальна | член Політичної партії «Сильна Україна»        | Тузлівська сільська рада, начальник військово-облікового столу |
| Соціалістична партія України              |                                 |                       |                    |                                                |                                                                |
| 10                                        | Семещенко Олексій Олександрович | 03.11.2010            | вища               | член Соціалістичної партії України             | Тузлівський сільський УСССДМ, директор                         |
| 13                                        | Бодюл Ольга Іванівна            | 03.11.2010            | середня спеціальна | член Соціалістичної партії України             | Тузлівський навчально-виховний комплекс, дієтсестра            |
| Самовисування                             |                                 |                       |                    |                                                |                                                                |
| 1                                         | Коваленко Ігор Степанович       | 03.11.2010            | середня спеціальна | позапартійний                                  | фермерське господарство «Коваленко І. С.», голова              |
| 4                                         | Діденко Сергій Олександрович    | 03.11.2010            | вища               | позапартійний                                  | Тузлівська сільська рада, інструктор зі спорту                 |
| 12                                        | Богат Галина Іванівна           | 03.11.2010            | середня спеціальна | позапартійна                                   | Тузлівська Свято-Михайлівська церква, бухгалтер                |
| 15                                        | Коломієць Леонід Миколайович    | 03.11.2010            | середня спеціальна | позапартійний                                  | пенсіонер                                                      |
| 16                                        | Тиченко Олена Іванівна          | 03.11.2010            | середня спеціальна | позапартійна                                   | пенсіонер                                                      |